# Cathédrale Saint-Antoine de Huancavelica
La cathédrale Saint-Antoine est une cathédrale construite au XVIIe siècle dans le style baroque et située dans la ville de Huancavelica au Pérou. Elle est le siège du diocèse de Huancavélica.